# John Philipps Kenyon
John Philipps Kenyon (* 18. Juni 1927 in Sheffield; † 6. Januar 1996 in Norwich) war ein britischer Historiker.
Kenyon studierte an der University of Sheffield mit dem Abschluss 1948 und wurde 1954 bei John H. Plumb an der Universität Cambridge promoviert. Er war dort 1954 bis 1962 Fellow des Christ’s College und Lecturer in Cambridge, lehrte 1962 bis 1981 an der University of Hull (G. F. Grant Professor) und anschließend an der University of St Andrews. 1987 bis 1994 war er Elizabeth Hall Distinguished Professor für britische Geschichte der frühen Neuzeit (Early Modern History) an der University of Kansas. Im Ruhestand kehrte er nach England zurück und forschte an der University of East Anglia. Bei seinem Tod war er kurz vor der Vollendung der Neuauflage der Oxford Illustrated History of the English Civil Wars.
Kenyon war zu seiner Zeit ein führender Experte für britische Geschichte des 17. Jahrhunderts (Zeit der Stuart-Könige, Papisten-Verschwörung, englischer Bürgerkrieg). Aufmerksamkeit fand er schon 1958 mit der Veröffentlichung sowohl seines Buchs über die Königs im Haus Stuart als auch mit seiner Biographie von Robert Spencer, 2. Earl of Sunderland. Außerdem schrieb er ein Buch über britische Historiker für allgemeines Publikum (History Men, 1984) und war regelmäßiger Rezensent des The Observer. Im Nachruf im The Independent wurde er als Persönlichkeit mit rauer Schale und Falstaff-Zuschnitt beschrieben, der zu sarkastischen Kommentaren und drastischer öffentlicher Kritik neigte (was aber nicht unbedingt seine Rezensionen oder seinen Umgang mit seinen Studenten und Kollegen betraf).
Er war Fellow der British Academy (1981). 1975/76 war er Ford’s Lecturer in English History an der Universität Oxford.
1962 heiratete er Angela Ewert (geborene Venables), mit der er einen Sohn, zwei Töchter und eine Stieftochter hatte.

## Schriften
- Robert Spencer, Earl of Sunderland, Longmans Green 1958, Reprint Gregg Revivals 1992
- The Stuarts. A study in english kinship, B. T. Batsford 1958
- Herausgeber: Pepys Diary, Batsford 1963
- The Stuart Constitution, Cambridge University Press 1966
- The Popish Plot, St. Martin’s Press 1972, Phoenix Plot
- Revolution Principles: The Politics Of Party 1689–1720, Cambridge UP 1977, 2010
- Stuart England, Penguin (Penguin History of England), 1978
- The History Men, University of Pittsburgh Press 1984
- The Civil Wars of England, Knopf 1988, Orion 1996
- mit Jane Ohlmeyer (Hrsg.): The Civil Wars. A Military History of England, Scotland, and Ireland 1638–1660. Oxford University Press, Oxford u. a. 1998, ISBN 0-19-866222-X.